# Fuerzas especiales de Argelia
Las Fuerzas especiales de Argelia (en francés: Forces Spéciales Algériennes) (en árabe argelino: القوات الخاصة الجزائرية) son unas unidades militares o policiales ágiles y versátiles específicamente entrenadas y formadas para llevar a cabo una serie de tareas específicas, que van desde las «operaciones especiales» dentro de un conflicto convencional a las que implican la guerra no convencional. Por lo general, las fuerzas especiales tienen una formación más amplia y con frecuencia equipos más avanzados que las fuerzas convencionales. Se adaptan para operar como fuerzas asimétricas y son capaces de operar de forma independiente, o en apoyo directo de cualquiera de las fuerzas militares convencionales o de otros elementos gubernamentales. Son activos de alto valor, comandados a nivel estratégico y que ofrecen importantes resultados sobre el terreno.

## Historia

### 1962-1990: Creación de las unidades especiales
A partir de 1962, tras la independencia de Argelia, el Ejército argelino comenzó a establecer comandos dentro de sus filas, estos últimos tenían su base en Skikda. Dentro de su guarnición también estaba la escuela de comandos del ejército. Luego, siguiendo la reubicación de la escuela de comandos a Biskra en 1971 y el desarrollo del paracaidismo militar dentro del ejército argelino en la década de 1980, las fuerzas terrestres argelinas decidieron establecer Regimientos de Comandos Paracaidistas, que originalmente estaban destinados a proporcionar seguridad a las instalaciones petrolíferas y gasísticas del sur del país.
Los primeros Regimientos de Paracaidistas aparecieron en la década de 1980, en primer lugar el cuarto regimiento ubicado en Laghouat, el 12.º regimiento situado en Biskra y el 18.º regimiento ubicado en Hassi Messaoud, estas unidades más tarde se convirtieron en los Regimentos de Comandos Paracaidistas (RCP). 
Al mismo tiempo, en las fuerzas navales, más precisamente en 1985, se crearon los Regimientos de Fusileros Marinos, estas unidades también incluían a buzos de combate cuya misión era realizar acciones ofensivas desde el mar y llevar a cabo misiones de inteligencia militar.
También fue a fines de la década de 1980 que el Grupo Especial de Intervención (GEI) de la Seguridad Militar (SM) y luego el Departamento de Inteligencia y Seguridad (DIS), que eran los servicios de inteligencia en ese momento, así como el Destacamento Especial de Intervención (DEI) de la Gendarmería Nacional de Argelia, estas unidades fueron creadas respectivamente en 1987 el GEI y en 1989 el DIS. 
En 1988, se creó el 25.º Regimiento de Reconocimiento en Beni Messous, un suburbio de Argel. 
Tras la creación de estas unidades, Argelia finalmente dispuso de verdaderas unidades de fuerzas especiales con el GEI y el DIS. Además, estas unidades se crearon en un momento delicado de la Historia de Argelia, ya que se crearon poco antes de la guerra civil argelina.
Por lo tanto, el final de la década de 1980 fue el año de la creación de las unidades de fuerzas especiales y las unidades de choque del ejército argelino.

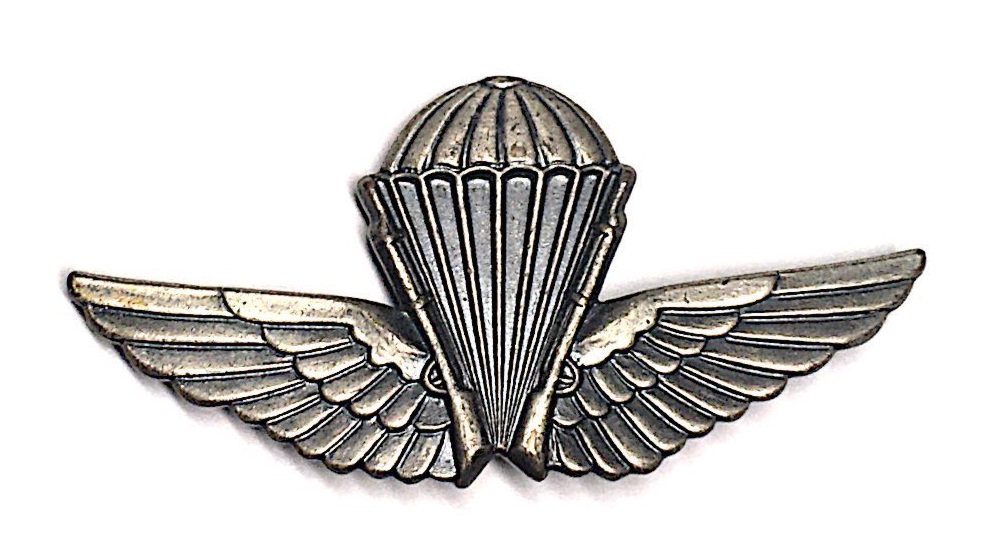
Insignia de los Paracaidistas del Ejército Nacional Popular de Argelia.

### 1990-2000: El papel de las unidades especiales durante la guerra civil argelina
El 25.º Regimiento de reconocimiento participó enormemente en la lucha contra el terrorismo durante la década de 1990, pero debido a su discreción, este regimiento sigue siendo muy misterioso y se dispone de muy poca información al respecto, sus misiones son operaciones de reconocimiento militar e inteligencia para el cuartel general de las fuerzas terrestres, es una unidad militar parecida al 75.º Regimiento Ranger estadounidense, todos los miembros del 25.º Regimiento recibieron formación de paracomandos, así como formación especializada en búsqueda y adquisición de inteligencia militar.
En 1992 fue creado el Centro de Dirección y Coordinación de Acciones de Lucha Antisubversiva (CLAS). El CLAS entró en funcionamiento a partir de septiembre de 1992 y se instaló en el cuartel general de las fuerzas terrestres, en Ain-Nadja, un suburbio de Argel. Esta estructura estaba formada por unidades especiales del ejército y personal del Departamento de Inteligencia y Seguridad (DIS). 
En el momento de su creación, el CLAS incluía a tres regimientos de paracaidistas (el 4.º y el 18.º y el 12.º), un batallón de policía militar (el 90.º) y un regimiento de reconocimiento (el 25.º). 
Además, se movilizó al Grupo de Intervención Rápida (GIR) de la Gendarmería Nacional y al personal de la Dirección Central de Seguridad del Ejército (DCSE) para supervisar y apoyar las operaciones. 
También cabe señalar que en ese mismo año, los regimientos y batallones de comandos y fusileros aéreos, hicieron su aparición en la fuerza aérea argelina con la graduación de su primera clase.
Los fusileros del comando aéreo, al igual que los paracaidistas y los fusileros marinos, también desempeñaron un papel importante en la lucha contra el terrorismo durante la década de los noventa. 
Los miembros del CLAS neutralizaron a unos terroristas durante una escaramuza que tuvo lugar en el centro de Laghouat, sin causar víctimas, heridos ni daños colaterales. 
La organización territorial del CLAS se reestructuró en marzo de 1993, con la creación de nuevos sectores operativos, que abarcaban varias wilayas, cada uno de los cuales trabajaba conjuntamente con la policía, la gendarmería y los destacamentos del ejército, y unos años más tarde, con las milicias populares. 
Los militares de las tropas especiales dependían del CLAS y trabajaban estrechamente con el DIS. Algunas unidades dependían conjuntamente de ambos mandos. 
En cada región militar, los elementos de los Centros de Investigación Territorial (CIT), dependían del DIS, y estos trabajaban estrechamente con las unidades del CLAS. 
Los regimientos del comando de paracaidistas fueron trasladados a la región de Argel, su misión era llevar a cabo operaciones especiales, adquirir inteligencia militar y luchar contra el terrorismo yihadista.
El GEI se destacó particularmente por su éxito en numerosos enfrentamientos con los terroristas durante la década de 1990. El DIS, por su parte, participó en la investigación del secuestro de varios ciudadanos argelinos. En cuanto a la DIS, también se distinguió durante la década de 1990 por haber participado en complejas operaciones antiterroristas junto con otras unidades especiales de las fuerzas terrestres. El Regimiento Especial de Intervención (REI), es un regimiento de fuerzas especiales que existe desde principios de la década de 1990.

### 2000-2020: Reorganización y creación de nuevas unidades dentro del ejército y las fuerzas de seguridad argelinas
Tras los acontecimientos de la década negra, los regimientos de paracomandos volvieron a sus alojamientos originales a principios de la década de 2000.
El GEI se destacó en la búsqueda del grupo yihadista que secuestró a turistas alemanes y austriacos en el sur de Argelia en 2003. 
Los años 2000 y 2010 también estuvieron marcados por la creación de nuevas unidades anfibias especiales, como los comandos marinos en 2005.
El año 2005 también vio la creación del 104.º Regimiento de Maniobras Operativas, que se creó para apoyar al GEI y proporcionar a las fuerzas terrestres un regimiento de fuerzas especiales, en lugar de unidades de choque como los paracaidistas. El 104.º Regimiento, es un regimiento de fuerzas especiales, de hecho, aparte del GEI y el DEI de la gendarmería nacional, el ejército no tenía unidades de fuerzas especiales antes de que se creara el 104.º Regimiento en 2005, ese mismo año, la policía creó la primera Brigada de Investigación e Intervención (BRI) en Argel, en sustitución de la Unidad de Intervención Policial (UIP), el grupo de intervención de la policía argelina que había sido disuelto un año antes. El BRI es una unidad de fuerzas especiales de Argelia. El BRI es la unidad de intervención de la policía judicial.
El GEI tuvo un papel clave en la lucha contra el terrorismo yihadista, uno de los mayores logros del GEI fue la resolución de la crisis de los rehenes en In Amenas, el GEI tuvo un papel decisivo en la resolución de la Crisis de los rehenes en In Amenas, en enero de 2013.
El GEI participó en la localización y destrucción del grupo Estado Islámico en Argelia, tras el secuestro y decapitación de Hervé Gourdel en septiembre de 2014.
La Guardia Republicana también decidió adquirir un regimiento de fuerzas especiales, con la creación del Regimiento de Intervención Especial (RIE) en 2015, siguiendo el modelo del Destacamento Especial de Intervención (DEI) de la Guardia Republicana. 
No obstante, 2015 fue también el año de la reorganización de los servicios de seguridad argelinos, así como de las fuerzas armadas, ya que se disolvió el GEI y se creó el 116.º Regimiento de Maniobras Operativas, en sustitución del GEI para las operaciones especiales del ejército argelino.
El 116.º Regimiento se llamaba originalmente 9.º Grupo de Comandos, antes de llamarse 116.º Regimiento de Maniobras Operativas, en 2016.
En 2016, fue disuelto el GEI, que perdió su condición de grupo de intervención y adoptó la condición de regimiento de maniobra operacional, ya que una parte muy importante de los operadores, vehículos, equipos e infraestructura del GEI fueron asumidos por el 116.º Regimiento. 
La organización del 116.º Regimiento se mantuvo más o menos igual, así como sus medios operativos y su gama de misiones. La diferencia está en la cadena de mando, que ya no pertenece al DIS (que fue disuelto en 2016), sino a las fuerzas terrestres del ejército argelino. Además, el regimiento está bajo las órdenes directas del jefe del Estado mayor del ejército, sus misiones son monitoreadas por el alto mando del ejército, e incluso son monitoreadas al más alto nivel político.
Tras esta importante reorganización dentro del ejército, fue el turno de la Policía de Argelia para crear su propia unidad especial, en julio de 2016, el grupo de operaciones especiales de la policía (GOSP). Esta unidad es similar al RAID francés, es el grupo de intervención de la policía argelina.

## Proceso de selección
El proceso de selección para los miembros de operaciones especiales es normalmente riguroso e intensivo. Puede incluir algunos de los siguientes aspectos: 
- Cubrir distancias en carrera con límite de tiempo sin equipo.
- Cubrir distancias en marcha con límite de tiempo con equipo.
- Cubrir distancias a nado con límite de tiempo sin equipo.
- Pruebas de fuerza y resistencia aeróbica y anaeróbica.

## Entrenamiento
Las unidades de fuerzas especiales argelinas, están entrenadas para llevar a cabo misiones de combate de acción directa e indirecta. Las operaciones de acción directa son operaciones ofensivas y cubren un amplio espectro de operaciones. Las operaciones indirectas son habitualmente de reconocimiento, destinadas a la obtención de información. Las unidades operan sobre la base de grupos pequeños y dependiendo de la misión, cuentan con una gran autonomía. Los comandos argelinos son soldados que integran diversas unidades de operaciones especiales y que están entrenados para realizar operaciones tras las líneas enemigas. Los comandos han sido entrenados de forma específica para gestionar situaciones de alto riesgo y actuar conjuntamente con la unidades de paracaidistas, las fuerzas aerotransportadas y las unidades navales.
El entrenamiento de las fuerzas especiales argelinas incluye:
- Supervivencia en distintos ambientes.

- Tiro con distintos tipos de armas.
- Artes marciales.
- Demoliciones.
- Manifestaciones.
- Buceo.
- Paracaidismo.
- Combate nocturno.
- Telecomunicaciones.
- Planificación de operaciones.
- Rápel.

## Capacidades
Las capacidades principales de las fuerzas especiales de Argelia incluyen:
- Reconocimiento militar en el campo de batalla.
- Entrenamiento y desarrollo de otros activos militares y de seguridad.
- Acción ofensiva.
- Preparación del espacio de batalla.
- Contrainsurgencia mediante la participación y el apoyo de la población.
- Apoyo a las operaciones antiterroristas.
- Interrupción de rutas de logística militar en el espacio de batalla profundo.

## Misiones
Todas estas unidades militares cumplen con las misiones asignadas, tienen un entrenamiento adicional para el combate en condiciones climáticas especiales (bosque, desierto y montaña), así como combate urbano, y son capaces de llevar a cabo operaciones de comando tras las líneas enemigas. Las unidades de las fuerzas especiales argelinas son capaces de saltar en todo momento, están entrenadas en el salto avanzado HALO/HAHO y en técnicas especiales de infiltración. 
Los perfiles clásicos de las misiones son las operaciones de comando, es decir, la captura selectiva, la inutilización o la destrucción de posiciones enemigas clave, como los aeródromos, los centros de comunicaciones, mando y control, las posiciones de artillería y de misiles, los puentes, los puertos, las bases de abastecimiento, los búnkeres u otras posiciones enemigas especialmente valiosas. Una área de responsabilidad es el reconocimiento táctico y la recuperación de personal y equipos detrás de las líneas enemigas. 
Estas unidades también están entrenadas para el sabotaje, la búsqueda y el rescate de combate. Además también pueden ser utilizados como observadores y controladores aéreos avanzados para dirigir el fuego indirecto de artillería o pedir apoyo aéreo cercano. 
Algunas misiones pueden tener una importancia militar estratégica, por ejemplo, si un centro de mando o una estación de radar enemiga es destruida mediante una operación de comando, y como resultado se crea una vía de entrada segura a través de la cual la fuerza aérea aliada ataca posteriormente a los objetivos estratégicos enemigos. 
Las incursiones y las operaciones de acción directa se ejecutan en el frente tras una infiltración exitosa en la retaguardia enemiga. 
Los comandos, la infantería, los paracaidistas y las tropas de montaña argelinas, reciben una formación para poder trabajar en la zona de operaciones y adaptarse a las condiciones del entorno. 
Las fuerzas especiales argelinas son básicamente unidades de infantería ligera con capacidad aérea, su misión requiere a menudo luchar contra fuerzas enemigas superiores en número hasta ser relevados, los comandos están formados por voluntarios altamente motivados. 
Las fuerzas especiales argelinas realizan misiones de guerra asimétrica, guerra no convencional, contrainsurgencia, operaciones antiguerrilla, sabotaje y seguridad, una de sus misiones, es el reconocimiento especial llevado a cabo tras las líneas enemigas.
Las unidades de las fuerzas especiales argelinas entran en acción cuando no es posible llevar a cabo una acción militar eficaz por parte de las fuerzas armadas convencionales. 
Existen tres niveles de despliegue operativo; operación militar en tiempos de paz, intervención en una crisis y despliegue de unidades militares en tiempos de guerra. 
Estas unidades especiales, pueden trabajar completamente solas durante meses detrás de las líneas enemigas, formando pequeños grupos de pocos hombres, para ello, se esfuerzan por reclutar y entrenar a sus miembros en técnicas de supervivencia, resistencia, combate y guerra de guerrillas. Una misión de estas unidades es el rescate de rehenes y la lucha contra el terrorismo. Debido a sus estrechos vínculos con los servicios de inteligencia militares, estas unidades llevan a cabo operaciones especiales, estas misiones se llevan a cabo bajo un estricto secreto.

## Fuerzas especiales
Las fuerzas armadas argelinas tienen varios regimientos de fuerzas especiales, cada uno de los cuales tiene una especialización en armas. Por ejemplo, el RASM, que es el regimiento de fuerzas especiales de la marina, está especializado en operaciones anfibias especiales, contraterrorismo marítimo, etc. El 116 RMO, que pertenece al ejército, está especializado en unidades antiterroristas, de rescate de rehenes, etc. Cada regimiento tiene su propia especificidad y sus propios códigos, y lo mismo ocurre con el reclutamiento, que tiene sus propios criterios de reclutamiento y es diferente de un regimiento a otro. Las fuerzas de seguridad también tienen sus propias unidades de fuerzas especiales, como el GOSP para la policía argelina o el DEI para la gendarmería nacional.

### Armada
- Regimiento de acción especial de la marina (RASM)

### Ejército de Tierra
- 104.º Regimiento de Maniobras Operacional (104 RMO)
- 116.º Regimiento de Maniobras Operacional (116 RMO)

### Fuerza Aérea
- 772 Regimiento de Comandos Fusileros del Aire (772 RFCA)

### Gendarmería
- Destacamento Especial de Intervención (DSI)

### Guardia Republicana
- Regimiento Especial de Intervención (RSI)

### Policía
- Grupo de operaciones especiales de la policía (GOSP)

## Unidades especializadas
Las fuerzas armadas y la policía argelina disponen de unidades especializadas para llevar a cabo tareas muy concretas, estas unidades pueden ser la policía militar, las unidades de la policía antidisturbios y los fusileros marinos de la Armada argelina.

### Armada
- Regimientos de Fusileros Marinos

### Ejército de Tierra
- Policía Militar de Argelia
- Regimientos de Comandos Paracaidistas

### Gendarmería Nacional
- Grupos de Intervención
- Grupos de Intervención y Neutralización
- Secciones de Seguridad e Intervención

### Policía Nacional
- Unidades Republicanas de Seguridad
- Brigada de Investigación e Intervención

## Unidades disueltas
Desde la independencia de Argelia, han sido creadas y posteriormente se han disuelto varias unidades por razones operativas, entre ellas se encuentra el Grupo Especial de Intervención. La unidad dependía del Departamento de Inteligencia y Seguridad.

## Escuelas especializadas
El ejército argelino tiene varias escuelas especializadas específicas para comandos o fuerzas especiales:
- La Escuela Superior de Tropas Especiales (ESTE) de Biskra. Esta escuela forma a los oficiales y suboficiales de los comandos de paracaidistas y también forma a paracaidistas argelinos y extranjeros.

- El Centro de Entrenamiento de Tropas Especiales de Biskra (CETE). Este centro de formación forma a los soldados que deseen incorporarse a los comandos de paracaidistas del ejército argelino.

- La Escuela de Formación de Comandos e Iniciación al Paracaidismo (EFCIP) en Boghar. Esta escuela capacita a comandos y operadores especializados de las fuerzas especiales argelinas, además, esta escuela también capacita a ciertos miembros de la gendarmería o policía argelina.

- La Escuela de Aplicación de Tropas Navales (EATN) en Jijel. Esta escuela forma a oficiales y suboficiales de infantería de marina, pero también a comandos navales, así como a buceadores de combate de las fuerzas navales argelinas.

- El Centro de Formación de Tropas Navales (CFTN) en Jijel. Este centro de formación forma a los hombres alistados que deseen convertirse en fusileros marinos de las fuerzas navales de Argelia.

- La Academia Militar Houari Boumédiène de Cherchell es un centro de instrucción militar del Ejército Nacional Popular de Argelia. Desde su creación, esta institución no ha dejado de formar a futuros oficiales del Ejército Nacional Popular. La academia lleva el nombre del ex-Presidente de Argelia, Houari Boumédiène. Al términar la formación básica, los cadetes de la academia siguen un curso de comandos paracaidistas, repartido en dos fases en la montaña Chenoua y en la escuela de tropas especiales. El aprendizaje está jalonado de cursos teóricos, así como de actividades prácticas intensivas, en las que los alumnos son supervisados por instructores reclutados entre las tropas especiales, este curso se supera con la obtención de un diploma de aptitud en paracaidismo, acompañado de una insignia que se obtiene tras efectuar varios saltos y una insignia de comando paracaidista, tras completar diversas pruebas como saltar desde un vehículo en movimiento y realizar marchas militares.[4]

## Galería de imágenes

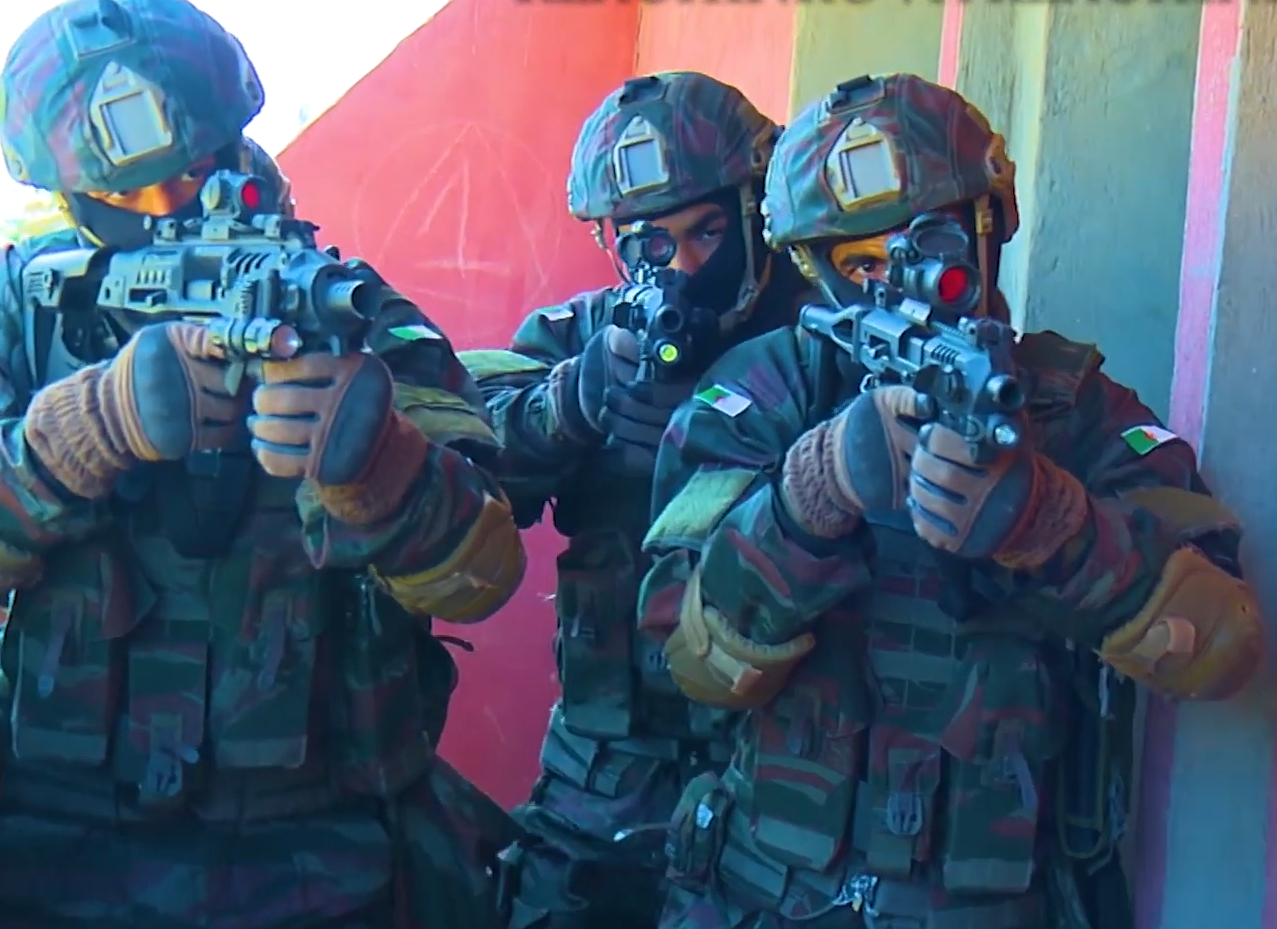
Operadores del 104.º Regimiento de Maniobras Operacional durante un entrenamiento.
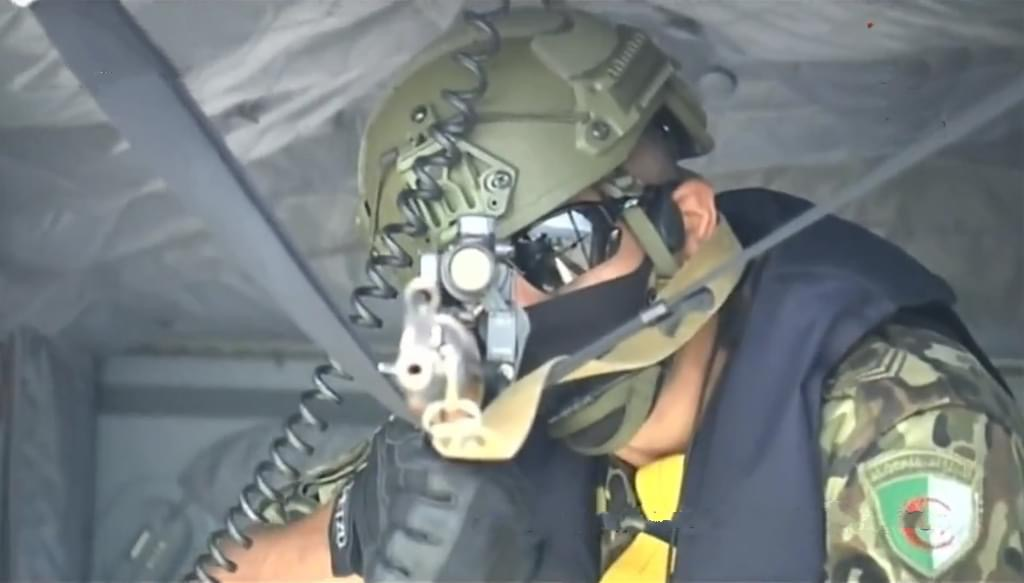
Francotirador del Regimiento de acción especial de la marina (RAEM) durante un entrenamiento.
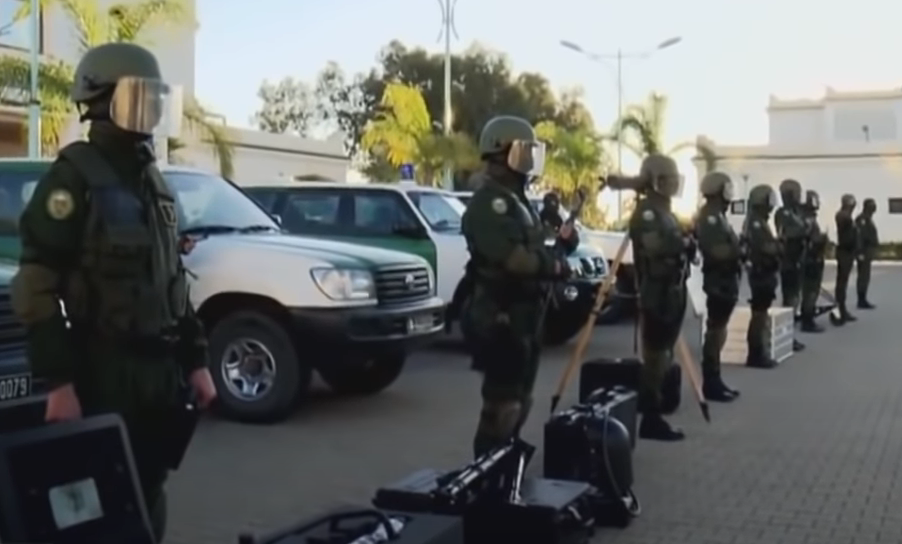
Unidad del Destacamento Especial de Intervención (DEI) de la Gendarmería Nacional de Argelia.
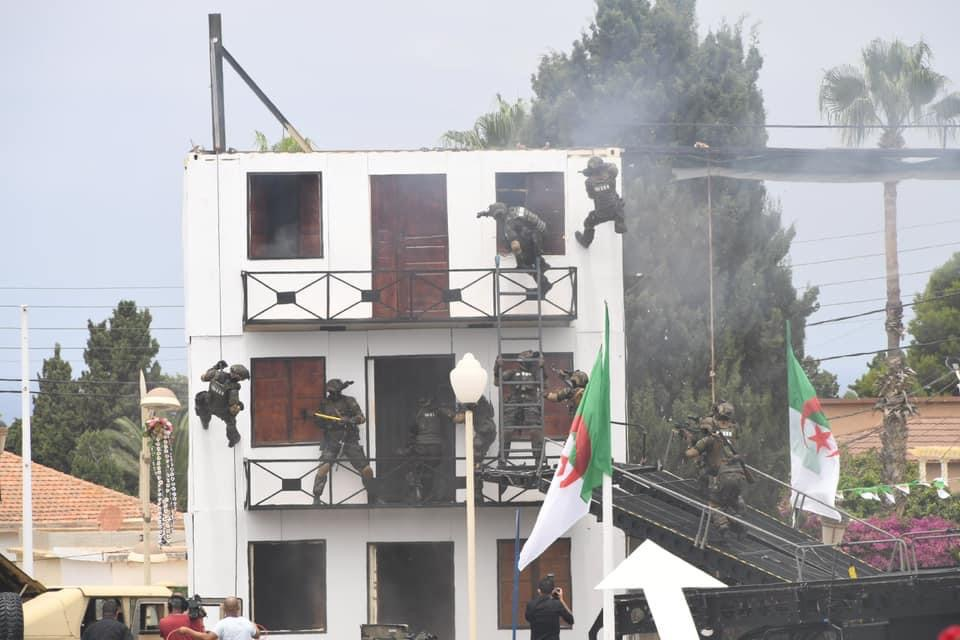
Operadores del 104.º Regimiento de Maniobras Operacional durante una demostración.
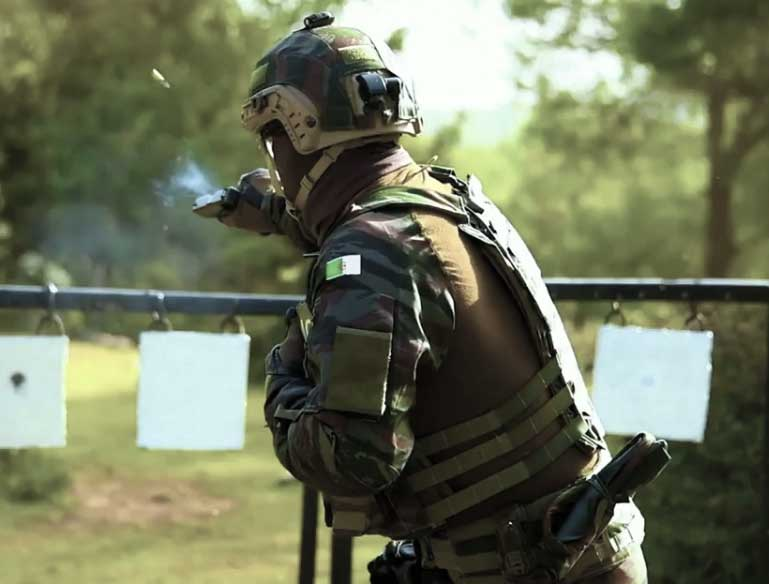
Operador del 104.º Regimiento de Maniobras Operacional durante una demostración.
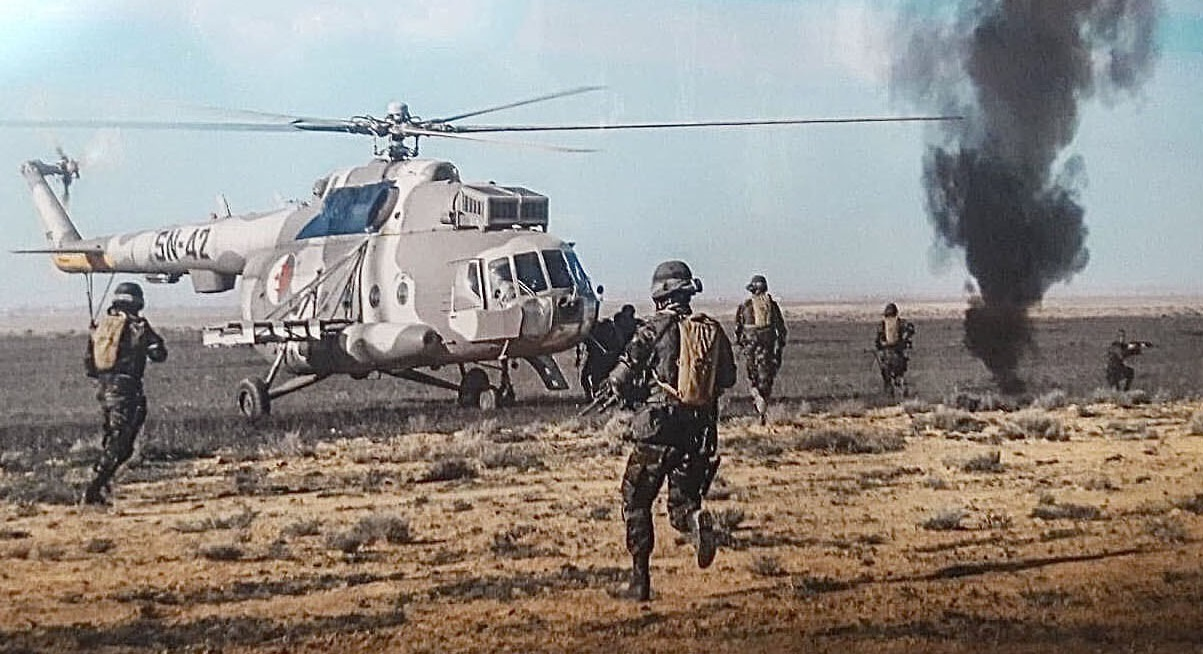
Operadores del 116.º Regimiento de Maniobras Operacional durante un entrenamiento.
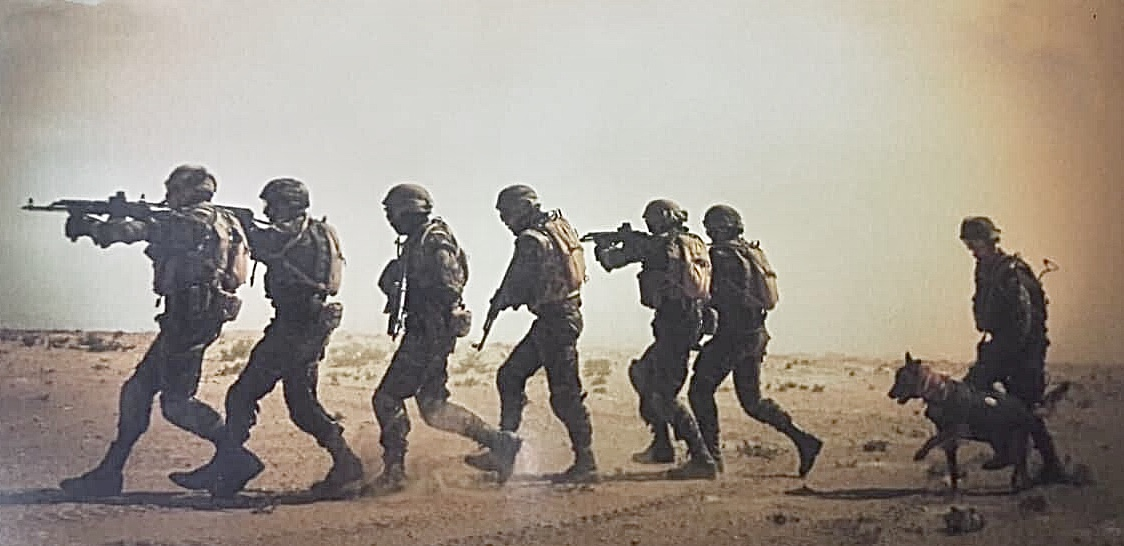
Operadores del 116.º Regimiento de Maniobras Operacional durante un entrenamiento.
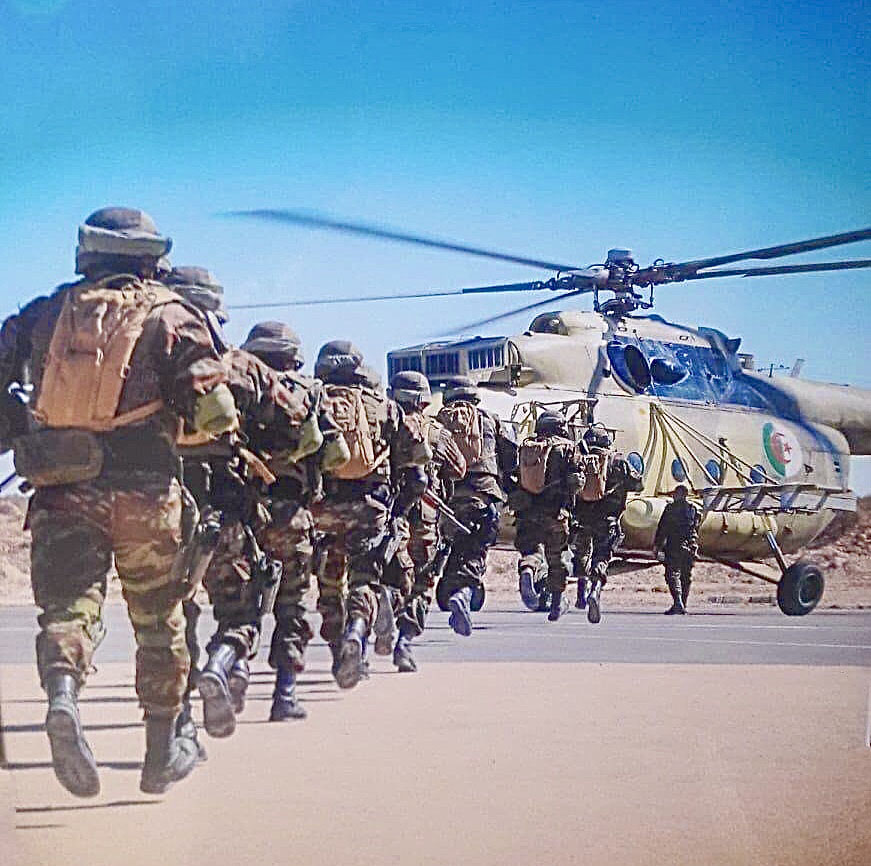
Operadores del 116.º Regimiento de Maniobras Operacional durante un entrenamiento.
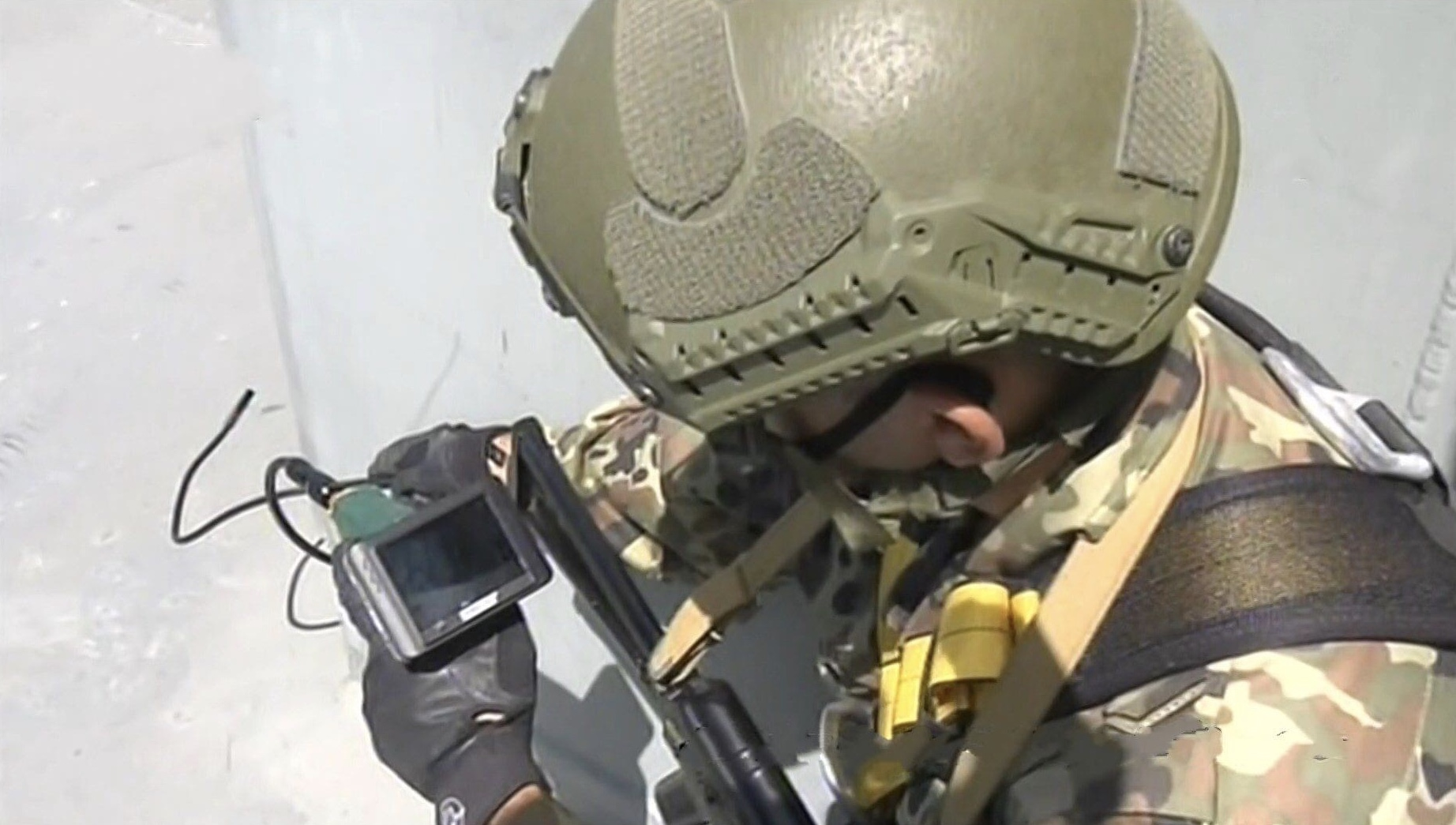
Operador del Regimiento de acción especial de la marina durante una demostración.
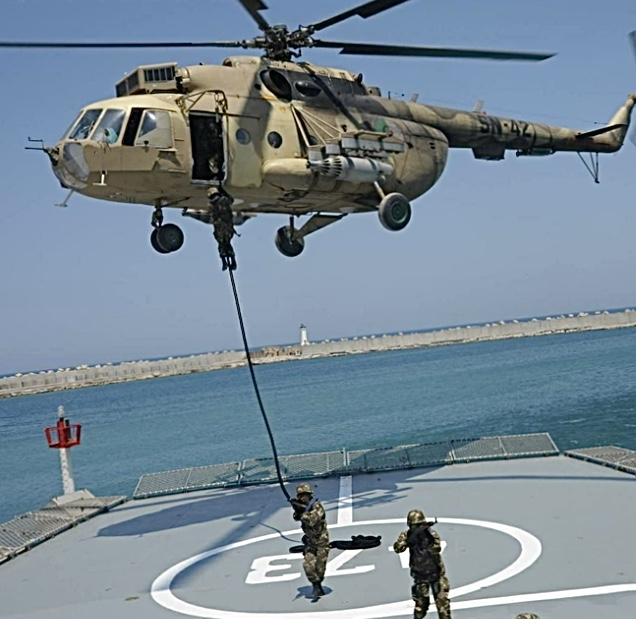
Operadores del Regimiento de acción especial de la marina durante un entrenamiento.
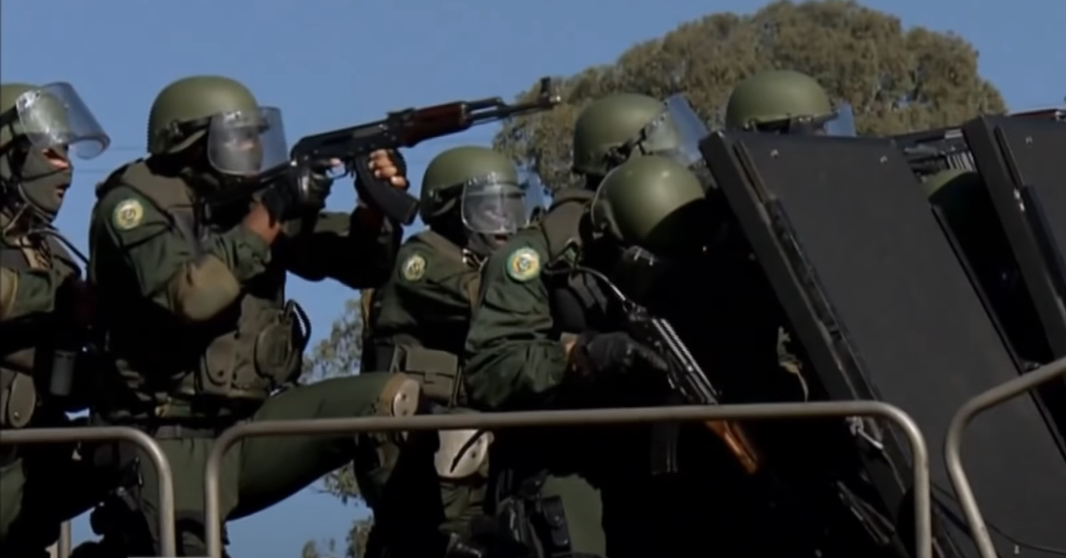
Integrantes del Destacamento Especial de Intervención durante un entrenamiento.
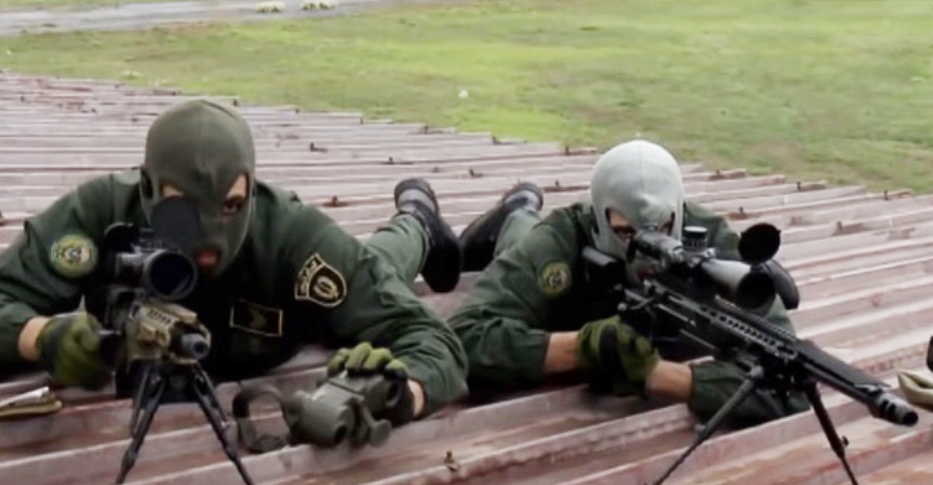
Francotiradores del Destacamento Especial de Intervención durante un entrenamiento.
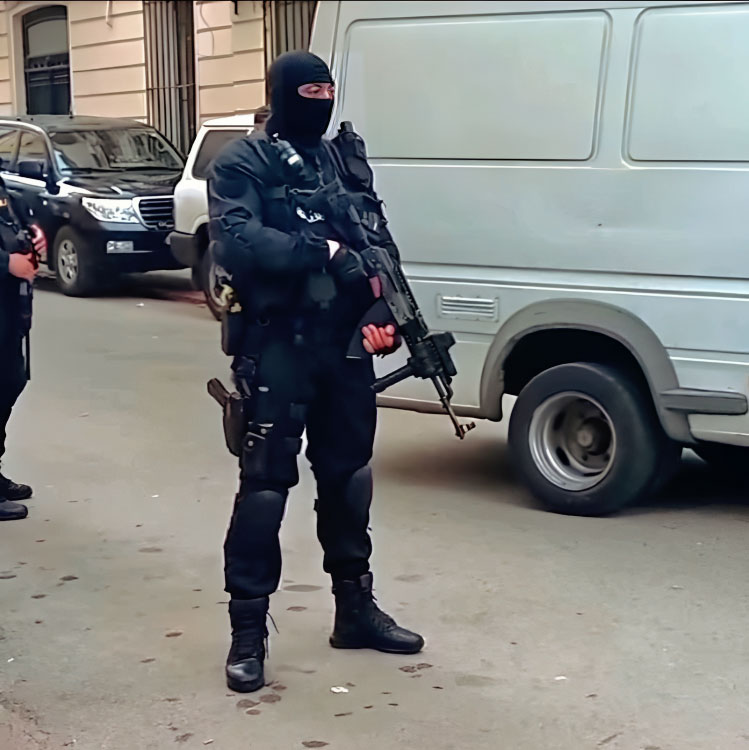
Un miembro del GOSP durante una misión de protección y escolta.
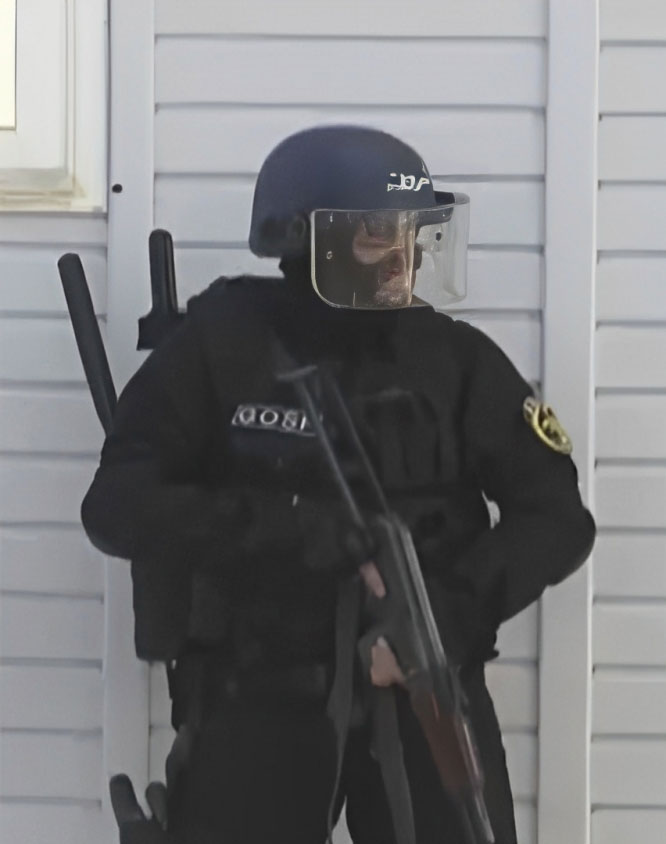
Un miembro del GOSP durante un entrenamiento.
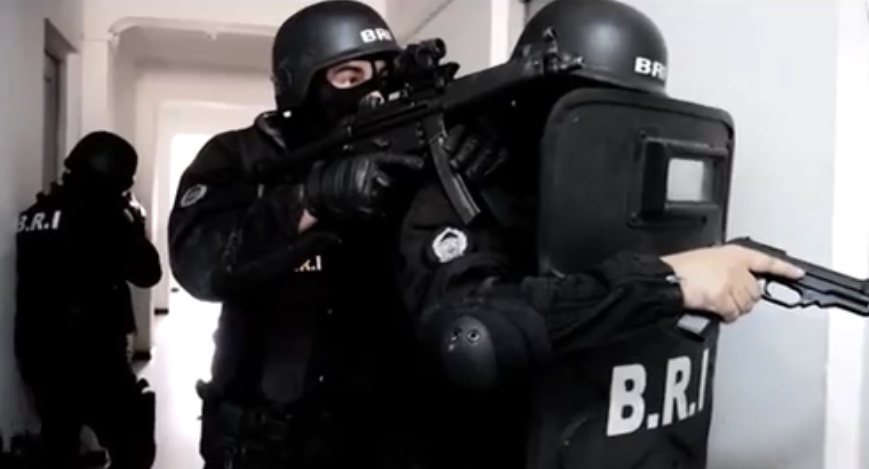
Miembros de la Brigada de Investigación e Intervención de la Policía de Argelia durante un entrenamiento.